# Marie Terezie (seriál)
Marie Terezie je koprodukční televizní minisérie rakouského režiséra Roberta Dornhelma, na jejíž výrobě se podílely české, rakouské, slovenské a maďarské produkční instituce. První dva díly byly natočeny v roce 2017, další dva díly během roku 2019. Poslední plánované dva díly byly nakonec natočeny jako jedna závěrečná epizoda (2021). Série je vysílána na několika televizních stanicích ve všech zemích produkce a také v Německu od roku 2017. Natáčení série probíhalo převážně na zámku Valtice a v Kroměříži.
První dva díly zobrazují hlavně mládí arcivévodkyně rakouské Marie Terezie, počínaje jejím pobytem v Praze u příležitosti korunovace jejího otce, císaře Svaté říše římské Karla VI., českým králem v roce 1723, a potom první léta jejího panování, poznamenaná válkami o rakouské dědictví. Zachycují také její korunovaci na uherského krále (Rex Hungariae) dne 25. června 1741 v tehdejším Prešpurku. V hlavní roli mladé Marie Terezie se představila rakouská herečka Marie-Luise Stockinger. Jejího nápadníka a posléze manžela Františka I. Lotrinského ztělesnil český herec Vojtěch Kotek.
Další dva díly, natáčené od května do července 2019, byly poprvé vysílány na přelomu let 2019 a 2020. Zachycují další události ze života Marie Terezie až krátce před její korunovací českou královnou roku 1743. Hlavní roli v těchto dílech nově obsadila Stefanie Reinspergerová. V prosinci 2019 bylo oznámeno, že započaly přípravy scénáře pro pátý a šestý díl, nakonec byl jejich děj zhuštěn do jednoho, finálního pátého dílu, který byl odvysílán na začátku roku 2022. Hlavní roli císařovny převzala rakouská herečka Ursula Straussová. Poslední díl se věnuje závěru života panovnice, například epidemii neštovic, které kosily Mariinu rodinu. Hodně pozornosti je věnováno jejím dětem, nejvíce pak následníku trůnu Josefu II., kterého ztvárnil rakouský herec Aaron Friesz.

## Děj
- První díl série se odehrává (mimo první minuty před začátkem titulků, kdy je Marie Terezie zobrazena jako šestileté dítě roku 1723) mezi léty 1732–1740.
- Druhý díl série se odehrává mezi léty 1740–1741, tj. od nástupu Marie Terezie na trůn (20. října 1740) do korunovace uherskou královnou v Prešpurku dne 25. června roku 1741.
- Třetí díl série se odehrává mezi červencem 1740 a únorem 1742, tj. od počátku francouzského tažení proti Marii Terezii do  dobytí Mnichova a porážky bavorského vojska Karla VII. chorvatskými pandury barona Trencka
- Čtvrtý díl série se odehrává mezi únorem 1742 (příjezd vítězného barona Trencka ke dvoru) a začátkem roku 1743, kdy se po vyhnání bavorského uzurpátora Karla VII. připravuje Marie Terezie a František I. Štěpán Lotrinský na cestu do Prahy, kde by se měla uskutečnit korunovace Marie Terezie na českou královnu.
- Většina pátého dílu se odehrává v první polovině 60. let 18. století, věnuje se sňatkové politice potomstva Marie Terezie a epidemii neštovic, které podlehla část císařské rodiny. Jako významné postavy do děje vstupují následník trůnu Josef II. (Aaron Friesz) a státní kancléř kníže Kounic (Stanislav Majer). Závěrečná půlhodina pátého dílu od smrti císaře Františka Štěpána je zhuštěnou zkratkou posledních patnácti let života Marie Terezie a končí jejím pohřbem do kapucínské hrobky ve Vídni.

## Výroba
První řada byla natáčena od března 2017, nejdéle se točilo na zámcích v Kroměříži a ve Valticích, které ve filmu ztvárňují Hofburg. Úvodní scéna seznámení Marie Terezie s Františkem Štěpánem byla pořízena v zámeckém parku v Lysé nad Labem, točilo se také v Dobříši a v Miloticích. Při natáčení bylo použito asi 2500 kostýmů a 500 paruk. Komparzistů bylo přes 2000. Třetí a čtvrtý díl byl opět natáčen mj. ve Valticích a dále též v Praze či Brně. Pro pátý díl byly lokace natáčení rozšířeny o zámky v Jaroměřicích nad Rokytnou a Slavkově.

## Obsazení

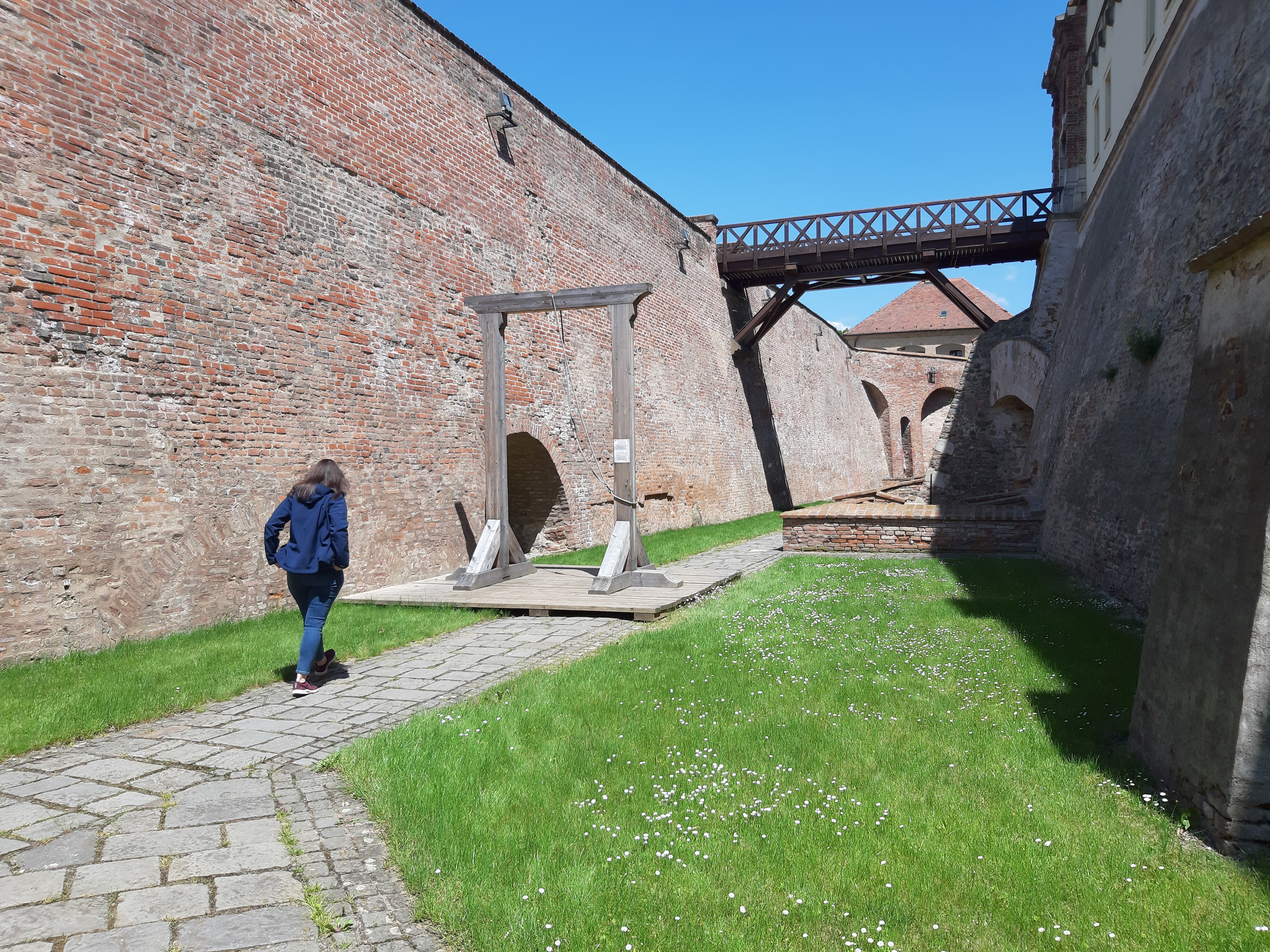
Část seriálu se natáčela i na Brněnském Špilberku. Šibenice, použitá v seriálu, tu zůstala (červen 2021).

| Josefína Krycnerová       | Marie Terezie (1. díl)                      |
| Marie-Luise Stockingerová | Marie Terezie (1. a 2. díl)                 |
| Stefanie Reinspergerová   | Marie Terezie (3. a 4. díl)                 |
| Ursula Straussová         | Marie Terezie (5. díl)                      |
| Vojtěch Kotek             | František I. Štěpán Lotrinský (1. - 5. díl) |
| Karl Fritz                | Karel VI.                                   |
| Aaron Friesz              | Josef II.                                   |
| Jindřich Žampa            | Leopold II.                                 |
| Zuzana Stivínová          | Alžběta Kristýna Brunšvicko-Wolfenbüttelská |
| Anna Posch                | Marie Anna Habsburská                       |
| Karl Markovics            | Evžen Savojský                              |
| Jiří Dvořák               | Bedřich August Harrach                      |
| Stanislav Majer           | Václav Antonín z Kounic-Rietbergu           |
| Alexander Bárta           | Filip Josef Kinský                          |
| Philipp Hochmair          | František Trenck                            |
| Petr Jeništa              | Ernst Gideon von Laudon                     |
| Bořek Joura               | Karel Alexandr Lotrinský                    |
| Roman Poláčik             | Andrej Hadik                                |
| David Švehlík             | Gerard van Swieten                          |
| Ondrej Koval              | Ludwig Andreas von Khevenhüller             |
| Peter Oszlík              | Leopold Daun                                |
| Peter Kočiš               | Emanuel Silva-Tarouca                       |
| Vladimír Javorský         | Ignatius Kampmüller                         |
| Jan Budař                 | Jean Baptiste Bassand                       |
| Zuzana Mauréry            | Alžběta Charlotta Orleánská                 |
| Zoltán Rátóti             | Friedrich Wilhelm von Grumbkow              |
| Julia Stemberger          | Karolina von Fuchs-Mollard                  |
| Cornelius Obonya          | Gottfried Philipp Spannagel                 |
| Dominik Warta             | Jan Kryštof z Bartensteina                  |
| Bálint Adorjáni           | Mikuláš Esterházy                           |
| Ervin Nagy                | Pavel Esterházy                             |
| Nathalie Köbli            | Vilemína Colloredo                          |
| Alois Švehlík             | Filip Ludvík Václav ze Sinzendorfu          |
| Václav Baur               | Fridrich Vilém Haugwitz                     |
| Antonín Hardt             | Gundakar Tomáš ze Starhembergu              |
| Karel Polišenský          | Jindřich Josef Auersperg                    |
| Táňa Pauhofová            | Eliza Fritzová                              |
| Vica Kerekes              | Estelle / Faidra                            |
| Lenka Vlasáková           | Karolina von Fuchs-Mollard                  |
| Oldřich Bělka             | pan Harpin                                  |

## Historické odchylky
- Generál Grumbkow nebyl u slezských hranic zajat a popraven, nýbrž zemřel přirozenou smrtí, v požehnaných jednašedesáti letech.
- Nikdy nebylo prokázaná nevěra Marie Terezie vůči svému manželovi, jak je ztvárněno ve čtvrtém díle; Andrej Hadik nejspíše s arcivévodkyní žádných platonických ani vážných vztahů neměl a Marie Terezie svého chotě ze srdce milovala a zůstala mu do jeho smrti věrna.

## Recenze
- Mirka Spáčilová, iDNES.cz
- Martin Svoboda, Aktuálně.cz